# Запрещённый приём (фильм, 2011)
«Запрещённый приём» (англ. Sucker Punch) — американский кинофильм 2011 года режиссёра Зака Снайдера, сочетающий жанровые признаки триллера, боевика и фэнтези. Премьера в США прошла в обычных и IMAX-кинотеатрах 25 марта 2011 года, а в России — 31 марта 2011 года. Теглайн: «К такому ты не готов!». 
Фильм провалился в прокате, собрав сумму, лишь немногим превышающую свой бюджет, и получил отрицательные отзывы критиков за сумбурный сюжет. Однако многие положительно отмечали визуальную сторону фильма.

## Сюжет
У каждого человека есть ангел-хранитель, оберегающий его, и мы не знаем, какой облик он может принять. Сегодня – это старик, завтра – юная девушка. Но пусть его внешний вид не смущает вас: Ангел яростней любого дракона. Но только не в битве, а в попытках достучаться до нас и напомнить, кто мы есть на самом деле. Ибо только мы сами имеем полную власть над миром, который создаём вокруг себя.— Эпиграф (от Милашки в начале фильма)
Действие происходит в 1950-х годах. У 20-летней девушки по прозвищу «Куколка» и её младшей сестры умирает мать, которая завещает им в наследство всё своё имущество. Из-за этого у сирот, оставшихся на попечении озабоченного отчима, возникает с ним конфликт, который перерастает в самую настоящую драку с применением оружия.  Куколка в целях самообороны царапает ногтями мужчину, тот передумывает, и решает разобраться с ее младшей сестрой. Девочка выхватывает из его рук ключи и сбегает в гардеробную. Куколка спускается в дождь по трубе из комнаты своей вниз, находит там пистолет. Защищая сестру, девушка  в ярости стреляет в мужчину, однако пуля пробивает трубу и рикошетом убивает сестру.  Куколка бросает пистолет и убегает. После этих событий мужчина вызывает полицию.
Накачав девушку успокоительным, отчим отвозит её в Ленокс Хаус – психиатрическую лечебницу, где надеется избавиться от Куколки, написав в бланке поддельную информацию на лоботомию. Главврач больницы, Вера Горски, не является сторонницей столь кардинальных мер и не практикует их, но её подпись соглашается подделать санитар лечебницы, Блу Джонс, с его же слов Куколка узнаёт, что специалист по подобным операциям прибудет в клинику через 5 дней.
Далее повествование переключается на внутренний воображаемый мир Куколки, где больница превращается в роскошный публичный дом, а подневольные девушки развлекают посетителей эротическими танцами. Здесь Куколка знакомится с четырьмя другими танцовщицами: Эмбер, Блонди, Ракетой и её старшей сестрой Милашкой. Хозяин борделя, бандит Блу, хочет продать девственность Куколки некоему Мажору, который приедет через 5 дней (в расширенной версии присутствует выступление мадам Горски и Блу, которые исполняют песню Love is the Drug). Хореограф клуба, мадам Горски, заставляет Куколку продемонстрировать танцевальные навыки, и во время танца Куколка представляет себя в фантастическом мире, похожем на феодальную Японию. Здесь она встречает Мудреца, который рассказывает ей, что она может совершить побег. Для этого Куколке нужно собрать 5 предметов: карту, огонь, нож, ключ и 5-й, нераскрытый — «великую жертву». Мудрец даёт Куколке меч и пистолет, приказав сразиться с тремя гигантскими демонами-самураями, которых Куколка с трудом, но побеждает. В реальности публичного дома  Куколка танцевала так, что все окружающие были восхищены.
Куколка объявляет своим новым подругам о плане побега и уговаривает их присоединиться. Первый из необходимых предметов — карта в офисе Блу. Пока бандита отвлекают очередным танцем Куколки, Милашка в его офисе делает копию карты. Во время своего танца Куколка представляет себя вместе с подругами в другом вымышленном мире, в окопах Первой мировой войны. Тот самый Мудрец ставит перед девушками задачу украсть карту из штаба немцев, охраняемого кайзеровскими солдатами-зомби.
Успешно добыв карту, подруги должны украсть следующий предмет — огонь. Девушки решают украсть зажигалку мэра, которого пригласили посмотреть на танец Куколки; танец завораживает его, и Эмбер крадёт зажигалку из его кармана. Во время танца Куколка воображает новый мир, где Мудрец даёт им новое задание — добыть огненные камни. Девушки попадают в заполненный орками замок, который штурмуют рыцари. Проникнув внутрь замка, Куколка находит малыша-дракона, перерезает ему горло и достаёт из раны искомые камни. Появившаяся мать дракончика обнаруживает, что её детёныш мёртв, и пытается уничтожить убийц, однако Куколка убивает и её. Блу догадывается, что девушки что-то замышляют, и подозревает их в пропаже зажигалки и копировании карты. Он угрожает им, требуя прекратить строить заговор, пока не поздно. Позже мадам Горски обнаруживает Блонди плачущей, и та проговаривается о плане побега; об этом узнаёт и Блу.
Следующий необходимый предмет — нож. Чтобы достать его, подруги устраивают танец для повара на кухне. Новый мир — футуристический, где они, по заданию Мудреца, должны догнать поезд с термоядерной бомбой, которую охраняют роботы, и обезвредить её прежде, чем та разрушит город, в который едет поезд. Однако радио, играющее музыку, даёт сбой из-за воды, попавшей на проводку, и повар обнаруживает, что Милашка пытается украсть его нож, и наносит ей удар другим ножом. Но Ракета закрывает собой сестру, и смертельный удар достаётся ей. Ракета погибает и в мире с поездом, жертвуя собой ради сестры и взрываясь вместе с бомбой.
Таким образом, побег сорван. В мире борделя Блу запирает под замок Милашку и расстреливает Эмбер с Блонди. Затем Блу пытается изнасиловать Куколку, но она ранит его украденным ножом и срывает с шеи ключ. Потом она освобождает Милашку. Они используют зажигалку, чтобы начать пожар для отвлечения охраны, и с помощью карты и ключа выбираются во двор. Однако у ворот во дворе стоит группа бандитов. Куколка понимает, что всё это – история побега Милашки, а 5-м предметом является сама Куколка. Она отвлекает злодеев, позволяя Милашке сбежать незамеченной, и, жертвуя собой, получает от одного из бандитов кулаком по лицу (в расширенной версии после этого Куколка просыпается в комнате с Мажором, где между ними происходит диалог: он не хочет просто отыметь её, а хочет, чтобы она сама этого хотела. Куколка соглашается, и они целуются), а в реальном мире завершается процесс лоботомии.
Доктор поражён взглядом девушки в последний момент перед операцией: он подозревает, что фактически убил личность нормального человека, а не опасного и безнадёжного маньяка. Он делится своими мыслями с главврачом больницы Верой Горски и узнаёт, что девушка доставила клинике немало хлопот всего за одну неделю пребывания в ней: ранила санитара Блу украденным ножом, устроила пожар и помогла другой пациентке сбежать. Также Горски говорит, что никогда не направила бы больную на такую ужасную процедуру. Хирург рассказал, что не первый год делает такие операции по её рекомендации, и показывает ей её подпись, и Горски вызывает полицию. Санитар Блу считает, что теперь, после лоботомии, Куколка действительно принадлежит ему. Он ведёт её в пустую комнату, запирает дверь и готовится надругаться над навсегда обречённой вести вегетативное состояние девушкой — он убеждён, что Куколка всё осознаёт и должна ответить ему взаимностью, но в комнату врывается полиция и арестовывает Блу.
Тем временем Милашка выходит к автобусному вокзалу. При посадке в автобус её пытаются задержать полицейские, но водитель автобуса (Мудрец из мира фантазий Куколки) спасает её, заявив, что девушка была в автобусе целый день и, следовательно, не та, кого они ищут. Когда полицейские уходят, Милашка признаётся, что у неё нет билета. Водитель ласково говорит, что знает это, и автобус увозит её в закат.

## В ролях
| Актёр               | Роль                                 |
| ------------------- | ------------------------------------ |
| Эмили Браунинг      | Куколка                              |
| Эбби Корниш         | Милашка                              |
| Джена Мэлоун        | Ракета                               |
| Ванесса Энн Хадженс | Блонди                               |
| Джейми Чон          | Эмбер                                |
| Карла Гуджино       | Доктор Горски / Мадам Вера Горски    |
| Джон Хэмм           | Доктор / Мажор                       |
| Скотт Гленн         | Мудрец / Генерал / Водитель автобуса |
| Оскар Айзек         | Блу Джонс                            |
| Джерард Планкетт    | Отчим                                |

## Производство
Зак Снайдер об идее фильма:

«… История эта появилась как продолжение одного моего сценария. Там героиню силой принуждают танцевать перед публикой, и она закрывает глаза, представляя себе иной мир, куда уносит её воображение. Я уже не помню, как эти наброски попались на глаза, но я снова перечитал это и подумал, что из этого можно сделать вполне полноценную историю».

Разработка началась в марте 2007, производство происходило в Канаде с июня 2009. Основные съёмки начались в сентябре 2009 и завершились в январе 2010 года, проходили в некоторых районах Торонто и Ванкувера. Бюджет составил 82 миллиона долларов.

## Критика
Фильм получил в основном отрицательные отзывы кинокритиков. На агрегаторе рецензий Rotten Tomatoes рейтинг фильма составляет 22 % на основе 218 рецензий со средней оценкой 4,2 балла из 10. На Metacritic — 33 балла из 100 на основе 29 обзоров.
Натан Рабин из The A.V. Club писал: «С его квестами по поиску волшебных тотемов, четко разграниченными уровнями и безостановочным действием, гремящая смесь Снайдера иногда кажется не столько фильмом, сколько расширенным, тщательно продуманным трейлером к его избыточной адаптации видеоигры».
Колумнист и кинокритик Ричард Рупер высказался, что фильм «доказывает, что кино может быть громким, напичканным под завязку экшеном и красивыми молодыми женщинами — но скучным до слёз». Кинокритик «Нового Взгляда» определяет его как фильм «для фанатов компьютерных игр-мочиловок, мрачный, депрессивный, наполненный какой-то жуткой обречённостью».

## Факты о фильме
- Для получения в кинопрокате рейтинга PG-13 из фильма были убраны сцены, связанные с наркотиками и кровью, и моменты излишнего сексуального характера. Нецензурированная версия имеет продолжительность в 127 мин. и содержит около 78 отличий от прокатной версии[21].
- У каждой героини в фильме свой фетиш-образ, девиз и оружие[22]:
  - Куколка — образ «школьница», девиз: «Блондинки рвутся в бой!». Оружие: основное — катана (клинок), дополнительное: пистолет M1911A1, пистолет-пулемёт HK MP7А1 (в логове дракона).
  - Блонди — образ «скво», девиз: «Ей нравится грубо». Оружие: основное — пистолет-пулемёт HK MP5K, дополнительное: ручной пулемёт Daewoo K3, станковый пулемёт Браунинг M2HB, Браунинг M1919A4, томагавк с отверстием в лезвии в виде сердца.
  - Эмбер — образ «лётчица», девиз: «Приготовься быть побеждённым». Оружие: пистолет Glock 17. Пилот меха-робота с изображением розового кролика на броне, самолёта Martin B-26 Marauder, самолёта North American B-25 Mitchell, вертолёта Bell UH-1 Iroquois. Атрибут: чупа-чупс.
  - Ракета — образ «медсестра», девиз: «Может быть немного больно». Оружие: основное — HK UMP45, дополнительное: кремнёвый пистолет, штык-нож.
  - Милашка — образ «женщина-рыцарь», девиз: «Ты умрёшь счастливым». Оружие: основное — штурмовая винтовка M4А1, дополнительное: дробовик Remington 870, двуручный меч. Атрибут: чётки на поясе.

## Анимация
В поддержку фильма были выпущены 4 анимационных короткометражки режиссёра Бена Хайбона по мотивам каждого из миров, выдуманных Куколкой. Во всех, кроме части «Окопы», звучит голос рассказчика.
- Средневековые воины (англ. Feudal Warriors). Действие происходит в средневековой Японии. Нам рассказывают историю чёрного мага Когана, который поклялся покорить все смертные народы. С помощью чёрной магии Коган создаёт армию самураев-демонов. Пересекая время и пространство, воины Когана уничтожали всех, кто мешал ему получить магическую силу древних артефактов. Самураи-демоны во главе с Коганом покоряют древний Рим, оказываются в Первой мировой войне, пирамидах древних инков и на другой планете. Последней целью на пути армии Когана становится храм Солнца. Но на его пути встаёт Куколка.
- Окопы (англ. the Trenches). Действие происходит в окопах Первой мировой войны. Солдат смотрит на фотографию в медальоне, вспоминая своих жену и сына. Внезапно он погибает от пули английского снайпера. Его труп подбирает машина с механическим захватом и увозит на какую-то фабрику. Там над телами погибших солдат проводится ряд манипуляций, в результате которых они превращаются в зомби. Попадающие в солдата-зомби пули рождают в его голове вспышки воспоминаний о прошлой, мирной жизни. Погибает повторно от выстрелов Эмбер, управляющей меха-роботом.
- Дракон (англ. Dragon). Действие происходит в фэнтезийном мире, где идёт война на религиозной почве между людьми и орками. Люди штурмуют замок орков. В это время, в замке, орки во главе со своим вождём молятся о победе. Горящее ядро из катапульты влетает в главный зал замка, и он горит. Люди врываются туда и добивают выживших. Предводитель орков закрывается символом веры, но рыцарь убивает его и вешает себе на шею символ веры (стилизован под крест) в качестве трофея. Внезапно рыцарь видит огромного дракона, парящего над полем сражения. В этот момент его срезает очередь из пулемёта с самолёта Куколки и Ко, и он падает, выронив меч. Ему страшно, он тщетно пытается защититься от дракона, выставив символ веры перед собой.
- Далёкая планета (англ. Distant Planet). Действие происходит в футуристическом мире неизвестной планеты, населённой роботами. Но между ними, как и между людьми, нет равенства. Одни живут в мегаполисе на острове, другие ютятся в жалких лачугах на материке. Остров и материк соединены железнодорожным мостом. Главный герой — робот-пролетарий. Его жена смотрит по телевизору передачу, где угнетаемые роботы пытаются бороться за свои права посредством демонстрации. Но их жестоко избивают дубинками роботы-полицейские. Жена робота глубоко это переживает. Он пытается успокоить её. В этот момент подъезжает грузовик, в который он садится и уезжает. Грузовик подъезжает к блок-посту перед железнодорожным мостом. Главный герой и его друзья пытаются перевезти на поезде бомбу, чтобы устроить диверсию. Их заговор раскрывается, но они перебивают охрану, захватывают поезд и отправляются на остров. Внезапно раздаётся стрельба, и в конце поезда появляются девушки. Главный герой в последний раз смотрит на голограмму жены, которая машет ему рукой.

## Саундтрек
В фильме звучат следующие композиции:
1. «Sweet Dreams (Are Made of This)» — Emily Browning
2. «Army of Me (Sucker Punch Remix)» — Björk featuring Skunk Anansie
3. «White Rabbit» — Emiliana Torrini
4. «I Want It All»/«We Will Rock You» Mash-Up — Queen with Armageddon Aka Geddy
5. «Search and Destroy» — Skunk Anansie
6. «Tomorrow Never Knows» — Alison Mosshart and Carla Azar
7. «Where Is My Mind?» — Yoav featuring Emily Browning
8. «Asleep» — Emily Browning
9. «Love Is The Drug» — Carla Gugino and Oscar Isaac
10. Отрывок из «Реквиема» Вольфганга Амадея Моцарта. Точно такой же отрывок использовался Заком Снайдером в кинофильме «Хранители» в сцене, когда Лори и Драйберг покидают дворец Озимандии в Антарктиде.

В официальных трейлерах фильма звучат следующие композиции:
1. «Prologue» — Immediate Music
2. «Crablouse» — Lords of Acid
3. «When the Levee Breaks» — Led Zeppelin
4. «Tomorrow Never Knows» — The Beatles
5. «And Your World Will Burn» — Cliff Lin
6. «Panic Switch» — The Silversun Pickups
7. «Anti You» — Blue Stahli
8. «Scrape» — Blue Stahli